# Équipe cycliste Rapha-Gitane-Dunlop
Pour les autres équipes sponsorisées par les Cycles Gitane, voir Équipe cycliste Gitane .
L'équipe cycliste Rapha-Gitane-Dunlop est une équipe française de cyclisme professionnel sur route. Créé comme une filiale de Saint-Raphaël-R. Geminiani-Dunlop en 1959 sous le nom de Rapha-R. Geminiani-Dunlop, elle devient Rapha-Gitane-Dunlop en 1960 et disparaît à l'issue de la saison suivante.

## Histoire de l'équipe
En 1959, l'équipe Rapha-R. Geminiani-Dunlop est créée comme étant une filiale de Saint-Raphaël-R. Geminiani-Dunlop.
En 1960, elle change de nom et devient Rapha-Gitane-Dunlop.
À l'issue de la saison 1961, elle disparaît.

## Principales victoires

### Compétitions internationales
- Championnats du monde de cyclo-cross : 1
  - Élites : 1960 (Rolf Wolfshohl)

### Classiques
- Grand Prix d'Isbergues : Jean-Claude Annaert (1959)
- Paris-Bruxelles : Pierre Everaert (1960)
- Tour des Flandres : Tom Simpson (1961)

### Courses par étapes
- Tour du Sud-Est : Tom Simpson (1960)
- Quatre Jours de Dunkerque : Albertus Geldermans (1961)
- Tour des Pays-Bas : Dick Enthoven (1961)
- Critérium du Dauphiné libéré : Brian Robinson (1961)

## Effectifs

### 1959
| Effectif 1959       | Effectif 1959     | Effectif 1959 | Effectif 1959                            |
| Cycliste            | Date de naissance | Pays          | Équipe précédente                        |
| ------------------- | ----------------- | ------------- | ---------------------------------------- |
| Jean-Claude Annaert | 22 août 1935      | France        | Saint-Raphaël-R. Geminiani-Dunlop (1958) |
| Michel Dejouhannet  | 5 juillet 1935    | France        |                                          |
| Dick Enthoven       | 2 août 1936       | Pays-Bas      |                                          |
| Pierre Everaert     | 21 décembre 1933  | France        | Saint-Raphaël-R. Geminiani-Dunlop (1958) |
| Albertus Geldermans | 17 mars 1935      | Pays-Bas      |                                          |
| Raphaël Geminiani   | 12 juin 1925      | France        | Saint-Raphaël-R. Geminiani-Dunlop (1959) |
| Guy Ignolin         | 14 novembre 1936  | France        |                                          |
| Bas Maliepaard      | 3 avril 1938      | Pays-Bas      |                                          |
| Raymond Mastrotto   | 1 novembre 1934   | France        |                                          |
| Roger Rivière       | 23 février 1936   | France        | Saint-Raphaël-R. Geminiani-Dunlop (1958) |
| Gérard Saint        | 11 juillet 1935   | France        | Saint-Raphaël-R. Geminiani-Dunlop (1958) |
| Gérard Thiélin      | 29 mars 1935      | France        | Saint-Raphaël-R. Geminiani-Dunlop (1958) |
| Robert Varnajo      | 1 mai 1929        | France        | Saint-Raphaël-R. Geminiani-Dunlop (1958) |
| Tadeusz Wierucki    | 13 décembre 1934  | Pologne       |                                          |
|                     |                   |               |                                          |
| Source : UCI        |                   |               |                                          |

### 1960
| Effectif 1960           | Effectif 1960     | Effectif 1960 | Effectif 1960                            |
| Cycliste                | Date de naissance | Pays          | Équipe précédente                        |
| ----------------------- | ----------------- | ------------- | ---------------------------------------- |
| Rudi Altig              | 18 mars 1937      | Allemagne     |                                          |
| Willi Altig             | 17 janvier 1935   | Allemagne     |                                          |
| Antonino Baptista       | 10 mars 1933      | Portugal      |                                          |
| Alves Barbosa           | 24 décembre 1931  | Portugal      |                                          |
| Jo de Haan              | 25 décembre 1936  | Pays-Bas      |                                          |
| Jaap De Waard           | 2 janvier 1940    | Pays-Bas      |                                          |
| François De Waegheneire | 19 septembre 1937 | Belgique      |                                          |
| Pierre Everaert         | 21 décembre 1933  | France        | Saint-Raphaël-R. Geminiani-Dunlop (1958) |
| Eugène Fourgeaud        | 1960              | France        |                                          |
| Philippe Gaudrillet     | 23 juillet 1936   | France        |                                          |
| Jean Hoffman            | 24 juillet 1937   | France        |                                          |
| Guy Ignolin             | 14 novembre 1936  | France        |                                          |
| François Mahé           | 2 septembre 1930  | France        |                                          |
| Raymond Mastrotto       | 1 novembre 1934   | France        |                                          |
| Brian Robinson          | 3 novembre 1930   | Royaume-Uni   | Saint-Raphaël-R. Geminiani-Dunlop (1959) |
| Gérard Saint            | 11 juillet 1935   | France        | Saint-Raphaël-R. Geminiani-Dunlop (1958) |
| Gilbert Scodeller       | 10 juin 1931      | France        | Saint-Raphaël-R. Geminiani-Dunlop (1959) |
| Tom Simpson             | 30 novembre 1937  | Royaume-Uni   | Saint-Raphaël-R. Geminiani-Dunlop (1960) |
| Camiel Somerling        | 23 mars 1937      | Belgique      |                                          |
| Gérard Thiélin          | 29 mars 1935      | France        | Saint-Raphaël-R. Geminiani-Dunlop (1958) |
| Robert Varnajo          | 1 mai 1929        | France        | Saint-Raphaël-R. Geminiani-Dunlop (1958) |
| Rolf Wolfshohl          | 27 décembre 1938  | Allemagne     |                                          |
|                         |                   |               |                                          |
| Source : UCI            |                   |               |                                          |

### 1961
| Effectif 1961       | Effectif 1961     | Effectif 1961 | Effectif 1961                            |
| Cycliste            | Date de naissance | Pays          | Équipe précédente                        |
| ------------------- | ----------------- | ------------- | ---------------------------------------- |
| Rudi Altig          | 18 mars 1937      | Allemagne     |                                          |
| Willi Altig         | 17 janvier 1935   | Allemagne     |                                          |
| Klaus Bugdahl       | 24 novembre 1934  | Allemagne     |                                          |
| Marcel Camillo      | 6 juin 1937       | France        |                                          |
| Jo de Haan          | 25 décembre 1936  | Pays-Bas      |                                          |
| Fernand Delort      | 26 janvier 1936   | France        |                                          |
| Dick Enthoven       | 2 août 1936       | Pays-Bas      |                                          |
| Pierre Everaert     | 21 décembre 1933  | France        | Saint-Raphaël-R. Geminiani-Dunlop (1958) |
| Albertus Geldermans | 17 mars 1935      | Pays-Bas      | Saint-Raphaël-R. Geminiani-Dunlop (1961) |
| Alfred Howling      | 1961              | Royaume-Uni   |                                          |
| Guy Ignolin         | 14 novembre 1936  | France        |                                          |
| Bas Maliepaard      | 3 avril 1938      | Pays-Bas      | Alcyon-Leroux (1961)                     |
| Raymond Mastrotto   | 1 novembre 1934   | France        |                                          |
| Brian Robinson      | 3 novembre 1930   | Royaume-Uni   | Saint-Raphaël-R. Geminiani-Dunlop (1959) |
| Jacques Simon       | 1 octobre 1938    | France        |                                          |
| Tom Simpson         | 30 novembre 1937  | Royaume-Uni   | Saint-Raphaël-R. Geminiani-Dunlop (1961) |
| Gérard Thiélin      | 29 mars 1935      | France        | Saint-Raphaël-R. Geminiani-Dunlop (1958) |
| Robert Varnajo      | 1 mai 1929        | France        | Saint-Raphaël-R. Geminiani-Dunlop (1958) |
| Rolf Wolfshohl      | 27 décembre 1938  | Allemagne     |                                          |
|                     |                   |               |                                          |
| Source : UCI        |                   |               |                                          |